# Münzenberg
Münzenberg este o comună în districtul Wetteraukreis, landul Hessa, Germania. Münzenberg se află 45 de km nord de Frankfurt pe Main și 20 de km sud-vest de Gießen.

## Geografie

### Comune vecinate
Münzenberg este delimitat în nord de orașul Pohlheim (districtul Gießen, în est de orașurile Lich și Hungen (amândoi în districtul Gießen), în sud-est de comuna Wölfersheim (districtul Wetteraukreis), în sud de comuna Rockenberg (Wetteraukreis) și în vest de orașul Butzbach (Wetteraukreis).

### Subdiviziuni
Orașul Münzenberg este subîmpărțit în patru cartiere: Gambach, Münzenberg, Ober-Hörgern și Trais.

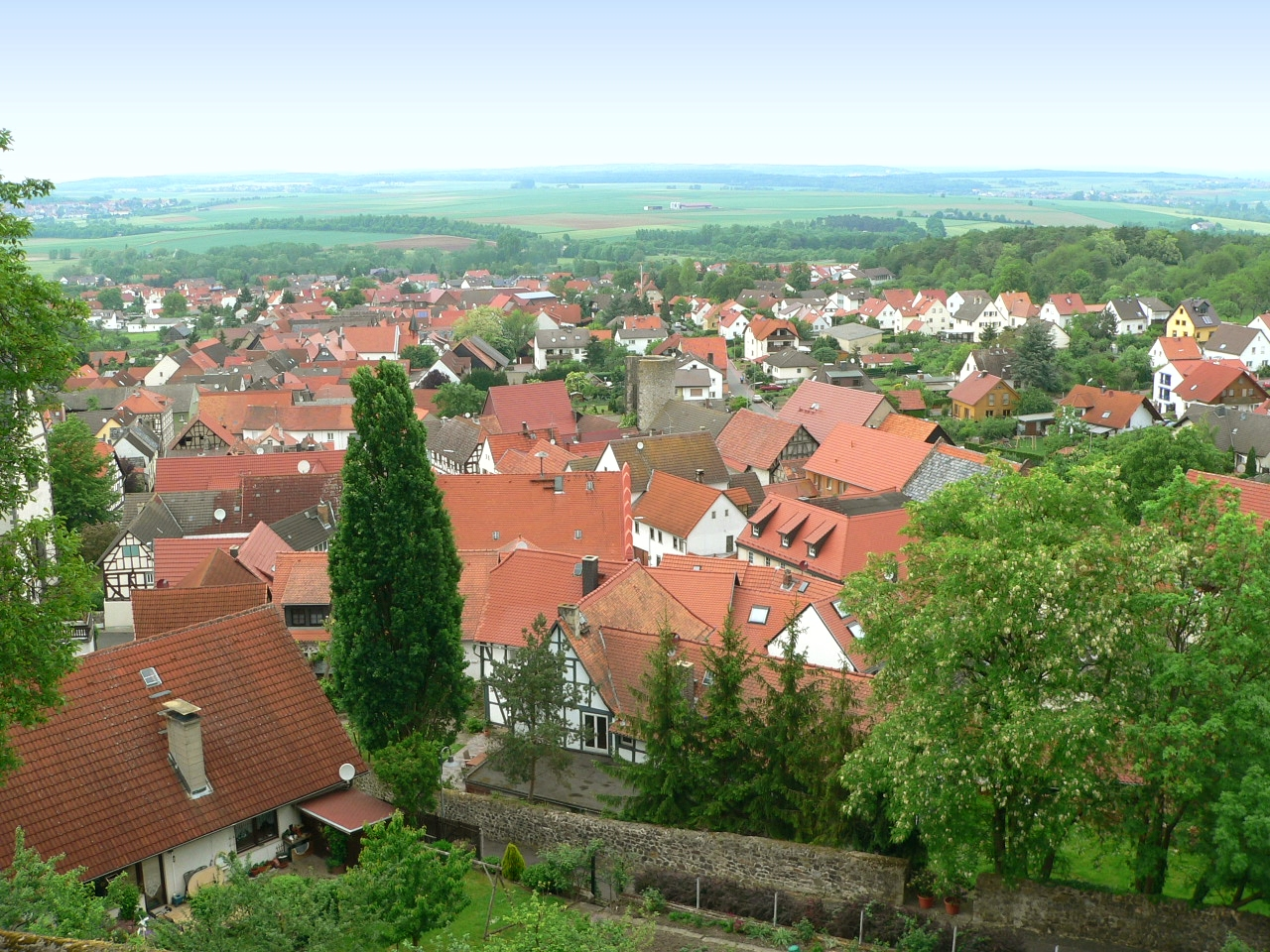
Münzenberg

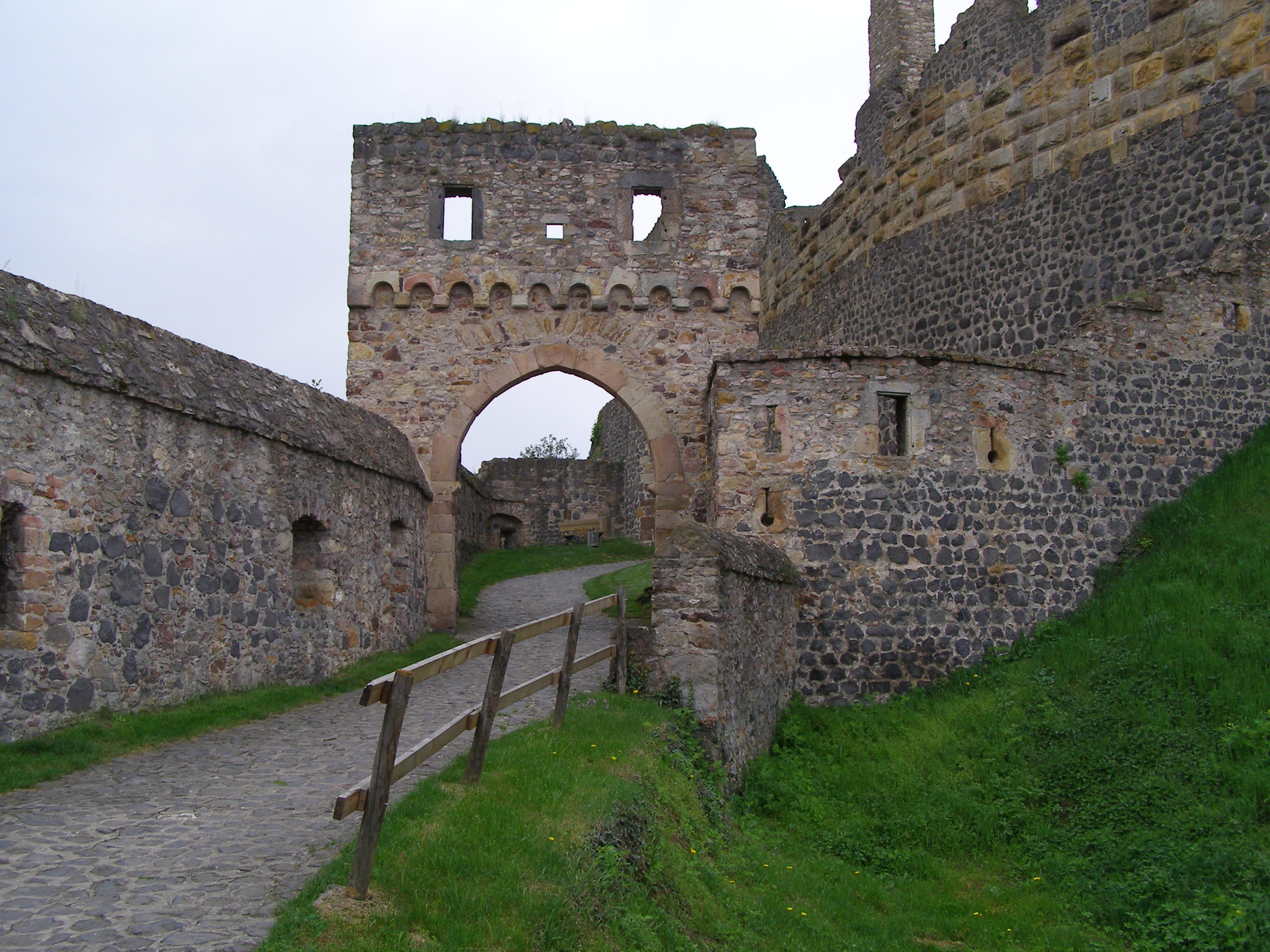
Poartă în castelul Münzenberg

## Istorie
- În secolul al XII-lea s-a construit castelul Münzenberg de Kuno I. von Hagen-Arnsburg. Castelul Münzenberg este lângă Castelul Wartburg cel mai important castel Germaniei din evul mediu dezvoltat. [2]
- Pentru prima oară localitățile Gambach, Hörgern și Trais au fost documentate în anii 798, 1222, respectiv 790. Din 1271 Hörgern a fost împărțit în Ober-Hörgern și Nieder-Hörgern, iar Nieder-Hörgern a fost abandonat în secolul al XIV-lea.
- Comuna "Münzenberg" s-a format în 1971 prin o reformă rurală în landul Hessa.

## Politică

### Alegeri comunale
Rezultatul alegerilor comunale de la 27. martie 2011:, 
| Partid                      | Partid                                      | % 2011 | Consilieri 2011 | % 2006 | Consilieri 2006 | % 2001 | Consilieri 2001 |
| SPD                         | Sozialdemokratische Partei Deutschlands     | 48,5   | 12              | 42,6   | 10              | 40,5   | 12              |
| CDU                         | Christlich Demokratische Union Deutschlands | 40,9   | 10              | 46,6   | 12              | 41,9   | 13              |
| FWG                         | Freie Wählergemeinschaft Münzenberg         | 10,6   | 3               | 10,7   | 3               | 11,7   | 4               |
| GRÜNE                       | Bündnis 90/Die Grünen                       | —      | —               | —      | —               | 5,4    | 2               |
| FDP                         | Freie Demokratische Partei                  | —      | —               | —      | —               | 0,5    | 0               |
| Total                       | Total                                       | 100    | 25              | 100    | 25              | 100    | 31              |
| Participare la alegeri în % | Participare la alegeri în %                 | 66,4   | 66,4            | 59,5   | 59,5            | 61,7   | 61,7            |

### Primar
Rezultatele alegerilor de primar în Münzenberg:

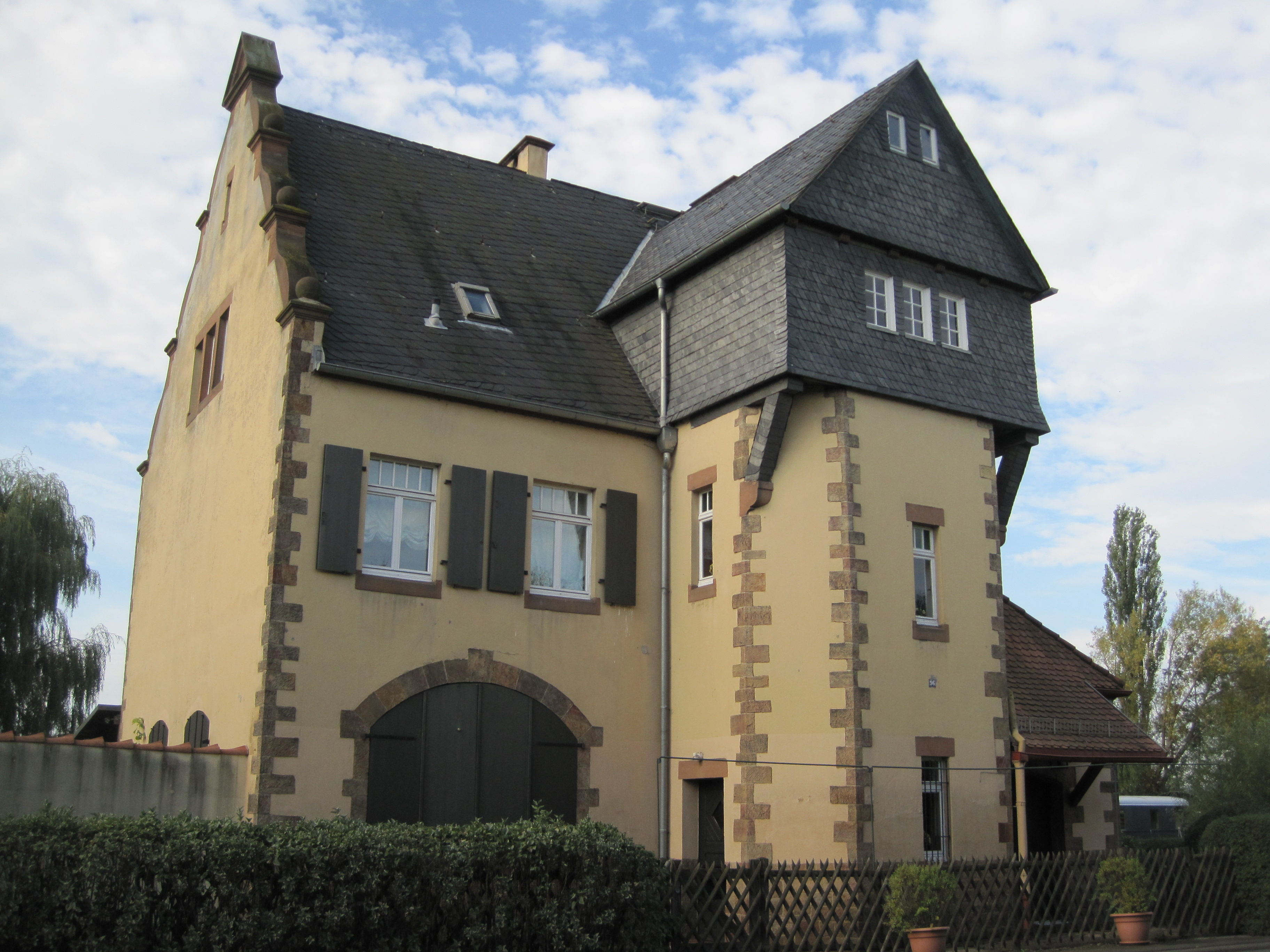
Gara Münzenberg

| An                          | Candidat                    | Partid | Rezultat în % |
| 27.03.2011                  | Hans Jürgen Zeiß            | CDU    | 54,7          |
| 27.03.2011                  | Michael Brückel             | SPD    | 45,3          |
| Participare la alegeri în % | Participare la alegeri în % | 66,4   | 66,4          |
| 27.02.2005                  | Hans Jürgen Zeiß            | CDU    | 62,7          |
| 27.02.2005                  | Rudolf Haas                 | SPD    | 37,3          |
| Participare la alegeri în % | Participare la alegeri în % | 58,9   | 58,9          |
| 28.02.1999                  | Klaus Bolz                  | SPD    | 54,1          |
| 28.02.1999                  | Hans Jürgen Zeiß            | CDU    | 45,9          |
| Participare la alegeri în % | Participare la alegeri în % | 76,8   | 76,8          |

### Localități înfrățite
Comuna Münzenberg este înfrățită cu:

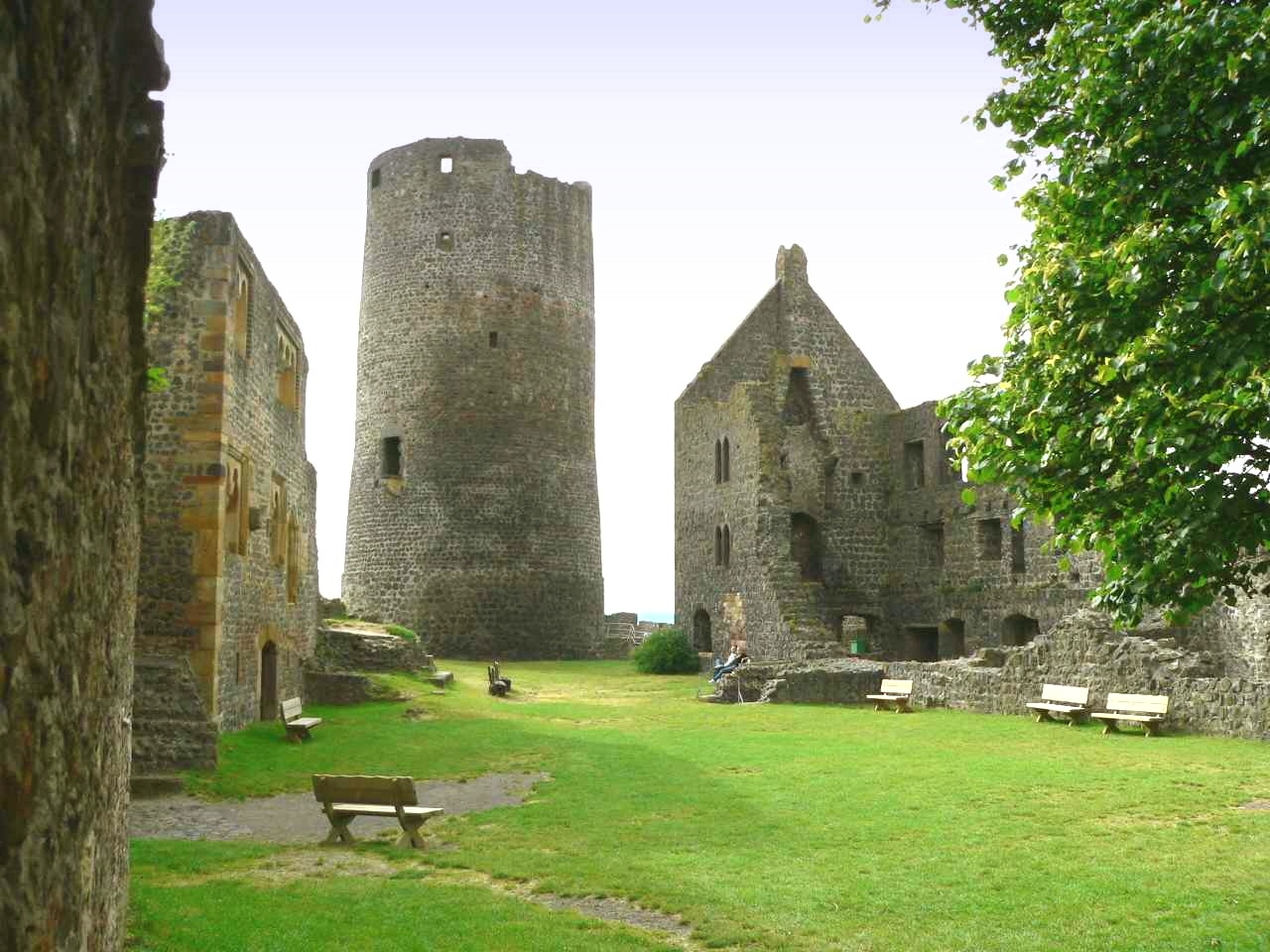
Castelul Münzenberg (interior)

- Ronneburg

## Obiective turistice
- Biserica evanghelică în Münzenberg
- Castelul Münzenberg
- Centrul istoric în Trais
- Grădina geologică Münzenberg
- Hattsteiner Hof (Gospodăria Hattsteiner) în Münzenberg
- Spinzurătoarea istorică în Münzenberg

### Muzee
- Heimatmuseum Münzenberg (Muzeul de istorie locală Münzenberg; adresa: Hauptstraße 33, 35516 Münzenberg-Gambach)[6]

## Infrastructură
Prin Münzenberg trec drumul național B 488 (Butzbach - Lich), drumurile landului L 3131, L 3135 și L 3136 și autostrăzile A 45 (Dortmund - Aschaffenburg) cu ieșirea Münzenberg aproape de Ober-Hörgern și A 5 (Hattenbacher Dreieck - Weil am Rhein). Pe suprafața comunei este intersecția de autostrăzi Gambacher Kreuz.

Prin Münzenberg a trecut din 1904 linia de cale ferată Butzbach - Lich. Linia a fost desființat în 1975. Acum circulă în fiecare an din aprilie până în octombrie trenuri istorice pentru turiști de Bad Nauheim la Münzenberg.